# آدم مزراحي
آدم مزراحي (19 أبريل 1985 بالقدس في إسرائيل - ) هو لاعب كرة قدم إسرائيلي في مركز الهجوم. لعب مع Hapoel Katamon Jerusalem F.C. ‏ ونادي هبوعيل القدس وBeitar Tel Aviv Bat Yam F.C. ‏ وMaccabi Yavne F.C. ‏ وهبوعيل كفار سابا ‏.

## وصلات خارجية
- آدم مزراحي على موقع قاعدة بيانات كرة القدم.إي يو (الإنجليزية)